# Iride (1892)
Крейсер «Іріде» (італ. Iride) — торпедний крейсер типу «Партенопе» Королівських ВМС Італії кінця XIX століття; 

## Історія створення
Крейсер «Іріде» був закладений 21 лютого 1889 року на верфі «Regio Cantiere di Castellammare di Stabia» у місті Кастелламмаре-ді-Стабія. Спущений на воду 20 липня 1890 року, вступив у стрій 1 листопада 1892 року.

## Історія служби
Після вступу у стрій корабель брав участь у маневрах флоту 1893 року, на яких відпрацьовувались дії на випадок французької атаки на італійський флот.
У 1895 році крейсер «Іріде» разом з більшістю інших торпедних крейсерів був включений до складу 2-го Морського департаменту, який відповідав за ділянку узбережжя від Неаполя до Таранто.
У 1904-1905 роках «Іріде» ніс службу у східному Середземномор'ї. У 1907 році взяв участь у маневрах флоту.
Під час італійсько-турецької війни крейсер брав участь у бойових діях. У січні 1912 року він перебував у Триполі, де надавав вогневу підтримку італійському гарнізону.
У квітні того ж року разом з крейсером «Агордат» супроводжував конвой, який доставив 10 000 солдатів в район Зуари. У червні та липні разом з крейсером «Карло Альберто» здійснював обстріл турецьких військ поблизу Зуари.
Під час Першої світової війни крейсер «Іріде» не брав участі у бойових діях.
У грудні 1920 року він був виключений зі складу флоту і незабаром проданий на злам.